# Contea di Suiling
La contea di Suiling (绥棱县S, Suílíng XiànP) è una contea della Cina, situata nella provincia di Heilongjiang e amministrata dalla prefettura di Suihua.